# Samuel Siegfried Karl von Basch
Samuel Siegfried Karl Ritter von Basch (né le 9 septembre 1837 à Prague où il est mort le 25 avril 1905) est un médecin juif autrichien, surtout connu en sa qualité de médecin personnel de Maximilien Ier, empereur du Mexique, et comme l'inventeur du premier tensiomètre (également connu sous le nom de sphygmomanomètre).

## Biographie
Basch suit ses études à l'université Charles de Prague et à l'université de Vienne. À partir de 1857, il étudie la chimie au laboratoire d'Ernst Wilhelm von Brücke à Vienne, et cinq ans plus tard, il commence à pratiquer la médecine. De cette époque jusqu'en 1865, il fut l'assistant de Léopold Ritter von Dittel, Eduard Jäger von Jaxtthal, Ludwig Türck et Eugen Kolisko à l'université de Vienne. En 1864, Basch est nommé chirurgien en chef de l'hôpital militaire de Puebla, au Mexique. Peu de temps après, il est nommé médecin personnel de l'empereur Maximilien. Basch demeure auprès de Maximilien jusqu'à l'exécution de l'empereur à Querétaro le 19 juin 1867. 
Lorsque Maximilian se rend compte que quelques jours tout au plus décideront de son sort, il demande à Basch, au lieutenant Ernst Pitner et au major Becker de tenir des registres quotidiens des événements qui ont précédé la fin de l'empire mexicain. Lorsque l'empereur et son entourage sont trahis pour le compte de Benito Juárez par le colonel Miguel Lopez le 14 mai 1867, Basch se précipite pour seller son cheval, mais il est immédiatement maîtrisé par les juáristes. Basch a perdu la plupart de ses mémoires, ne gardant que des notes superficielles. Après l'exécution de Maximilien, il revient en Autriche avec le corps de l'empereur, arrivant le 26 novembre 1867 en Europe. 
En 1869, il est anobli par l'empereur François-Joseph Ier d'Autriche pour son rôle auprès de Maximilien au Mexique.
En 1870, Basch est nommé enseignant de pathologie expérimentale à l'université de Vienne et, en 1877, professeur adjoint (professeur extraordinaire dépourvu de laboratoire propre). Déçu par l'attitude de ses collègues de Vienne, il part à Berlin en 1880. C'est là qu'il commence à développer son tensiomètre. En 1881, il devient chef d'un service de l'hôpital général de Vienne. Il obtient finalement un budget annuel pour ses recherches et une chaire de professeur titulaire (professeur ordinaire et patron de laboratoire) en 1900. 
À partir de 1869, et jusqu'en 1904, Basch passe régulièrement l'été à Marienbad comme médecin thermaliste, dans le but de rassembler les éléments pour ses recherches. 

## Travaux littéraires
L'œuvre la plus connue de Basch est Erinnerungen aus Mexico (1868), écrite à la demande de Maximilien. 
En outre, il a écrit pour des revues scientifiques un certain nombre d'articles sur l'histologie du duodénum, l'anatomie de la vessie et les effets physiologiques de la nicotine .

## Hommages
La ville de Marienbad fait réaliser un buste de Basch par Vítězslav Eibl (cs) qui est inauguré en 1930, puis détruit par les nazis à cause des origines juives de Basch, inauguré à nouveau en 1987, volé en 2013, puis reproduit à partir d'une copie en plâtre de l'original et inauguré à nouveau le 12 mai 2023,,. 

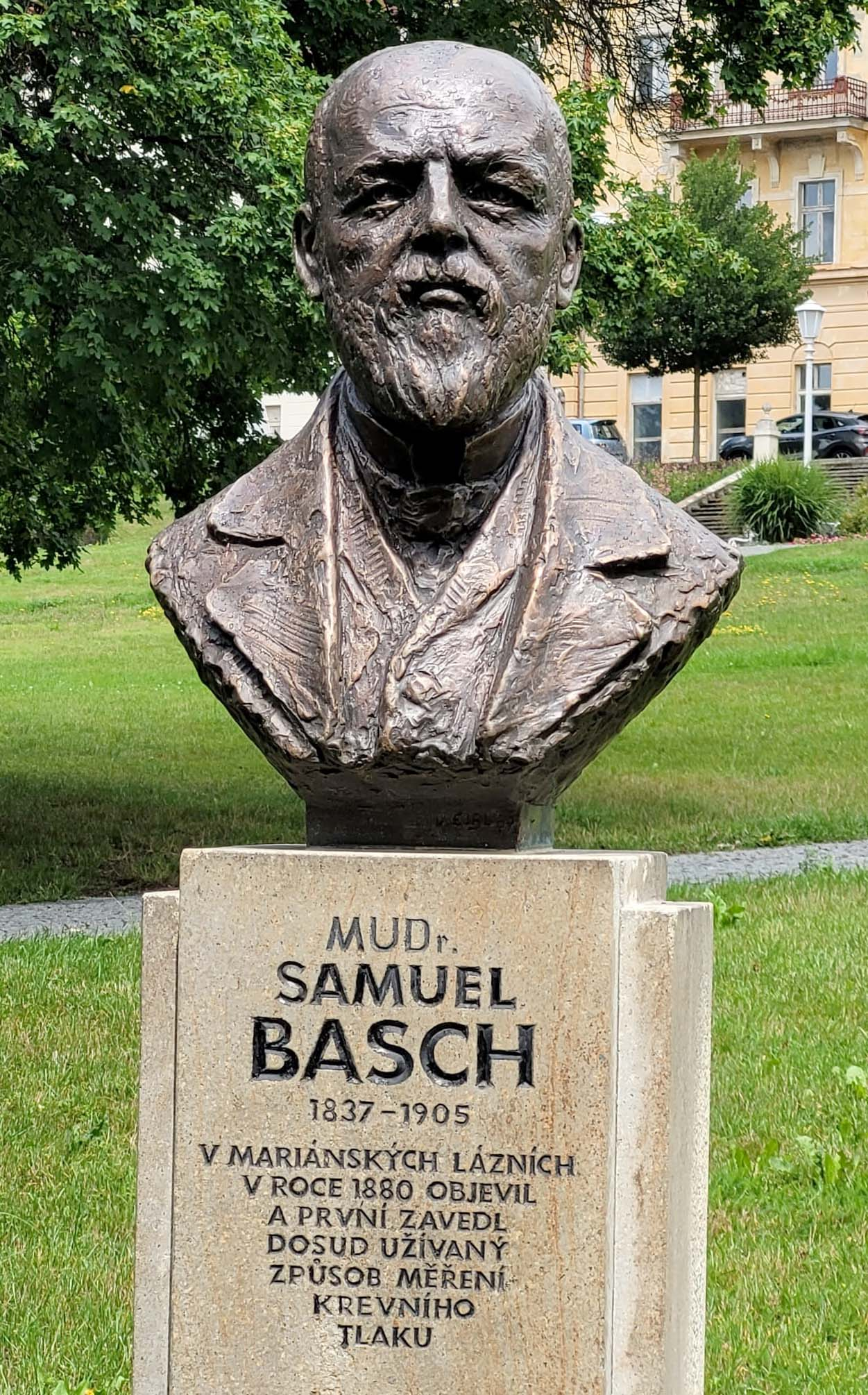
Buste de Samuel von Basch à Marienbad

La Baschgasse est une rue du 22e arrondissement de Vienne dont le nom est inauguré en 1955.